# Androsace marpensis
Androsace marpensis là một loài thực vật có hoa trong họ Anh thảo. Loài này được G.F.Sm. mô tả khoa học đầu tiên năm 1995.